# Papato rinascimentale

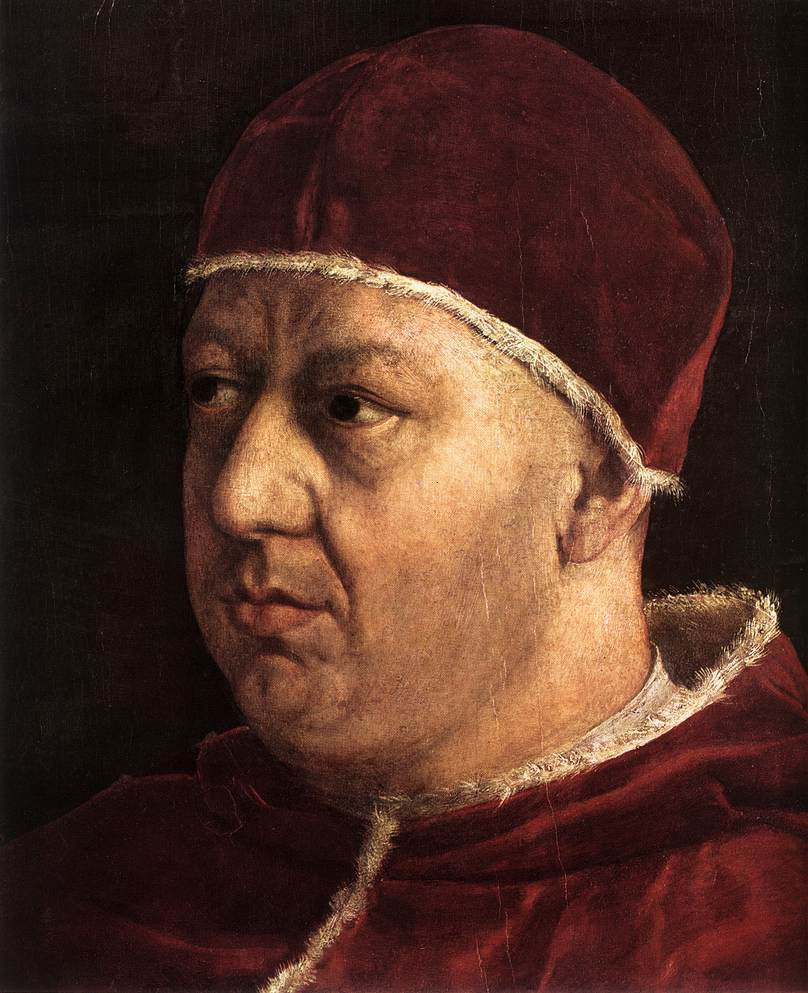
Papa Leone X, massimo esempio di papa rinascimentale

Il papato rinascimentale fu un periodo della storia del papato compreso tra lo scisma d'Occidente e la riforma protestante. Dall'elezione di papa Martino V durante il concilio di Costanza nel 1417 alla Riforma nel XVI secolo, il cristianesimo occidentale attraversò una fase sostanzialmente libera da scismi e da rilevanti pretendenti papali rivali. Ci furono molte e notevoli spaccature su quale dovesse essere la direzione della Chiesa e della religione, ma queste furono risolte attraverso le ormai consolidate procedure del conclave papale.
Ogni papa di questo periodo fu un riflesso del collegio cardinalizio che lo aveva eletto. Il collegio era dominato da cardinali nipoti (parenti dei papi che li hanno elevati), cardinali della corona (rappresentanti delle monarchie cattoliche d'Europa) e membri delle più potenti famiglie italiane; casate come Borgia, Della Rovere e Medici riuscirono ad esprimere due papi ciascuna durante questo periodo. I facoltosi papi e cardinali patrocinarono in modo crescente l'arte e l'architettura del Rinascimento, rinnovando completamente il volto e l'impianto urbano di Roma.
Durante questo periodo, lo Stato Pontificio iniziò ad assomigliare a un moderno Stato nazionale e il papato assunse un ruolo sempre più attivo nelle guerre e nella diplomazia d'Europa. I papi vennero frequentemente interpellati come arbitri di controversie tra potenze coloniali più che per risolvere complicate controversie teologiche. Infatti, l'unico aspetto che rende questo periodo rilevante per lo sviluppo del moderno dogma cattolico è il rafforzamento della supremazia papale.
A riprova del ruolo spiccatamente politico ricoperto dai papi rinascimentali, nessuno di essi è stato beatificato o canonizzato.

## Panoramica
Gli storici indicano come limiti approssimativi del papato rinascimentale la fine dello scisma d'Occidente (1417) e la chiusura del concilio di Trento (1563), data in cui ha inizio l'era della controriforma.

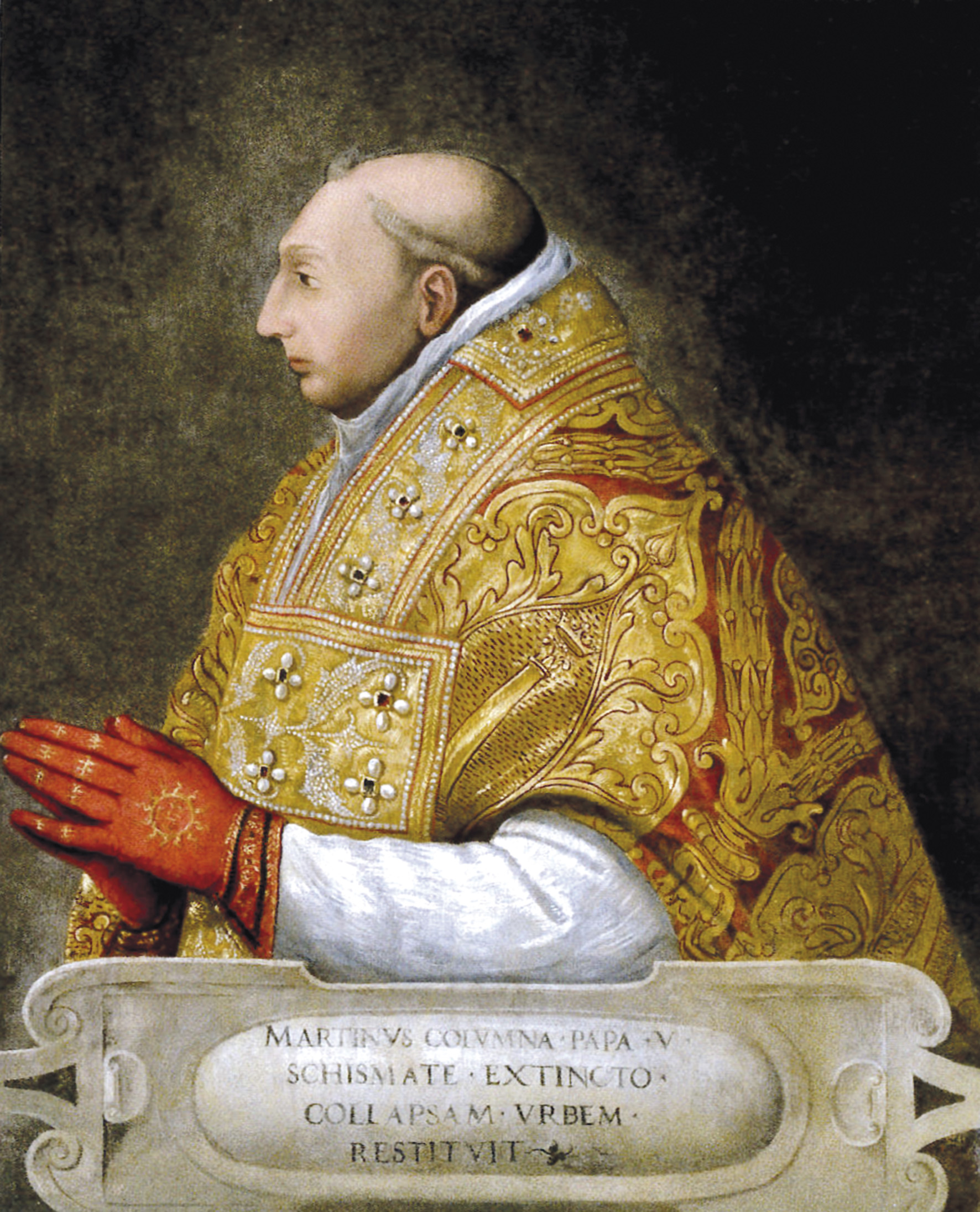
Papa Martino V (1417–1431)
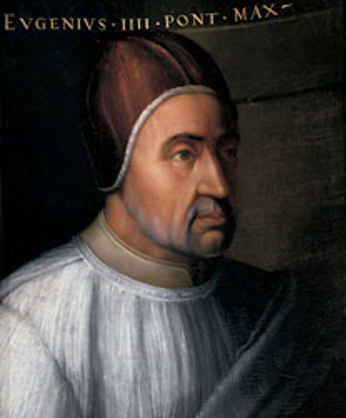
Papa Eugenio IV (1431-1447)
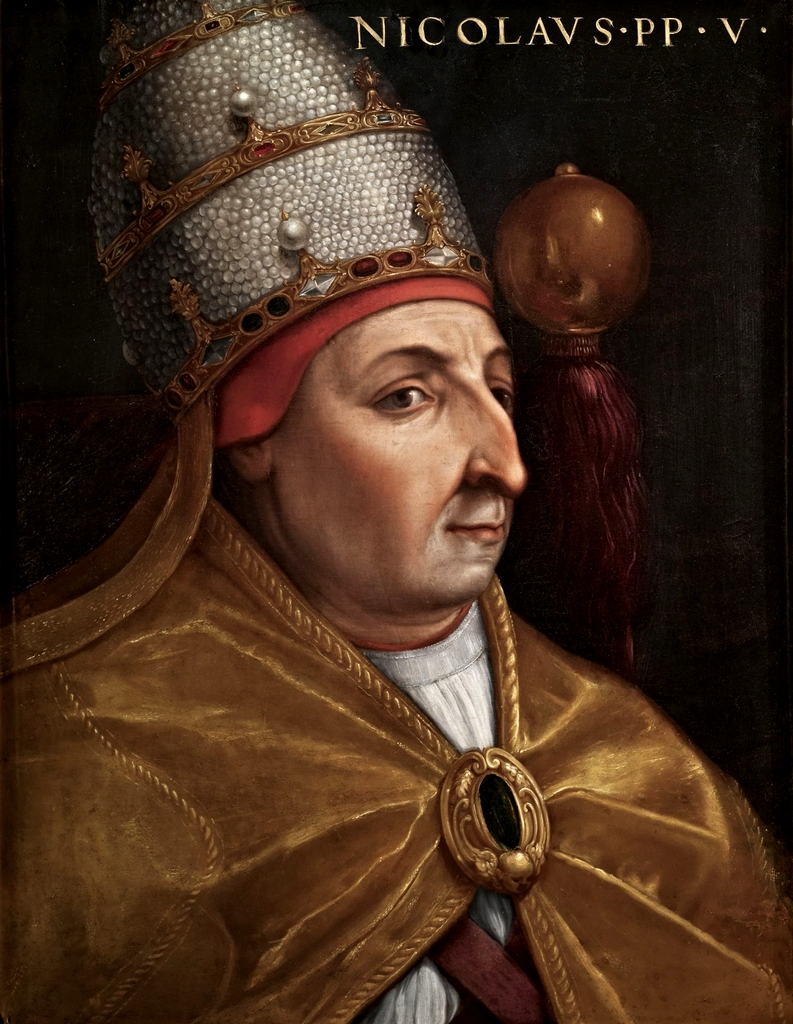
Papa Niccolò V (1447-1455)
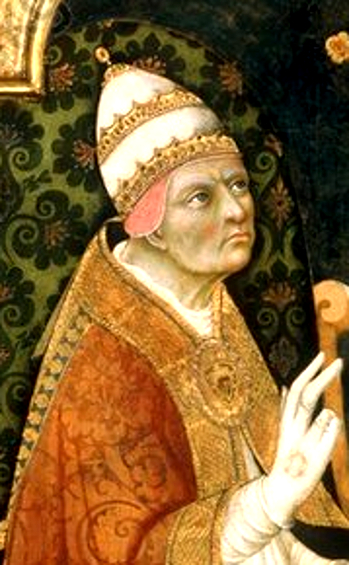
Papa Callisto III (1455–1458)
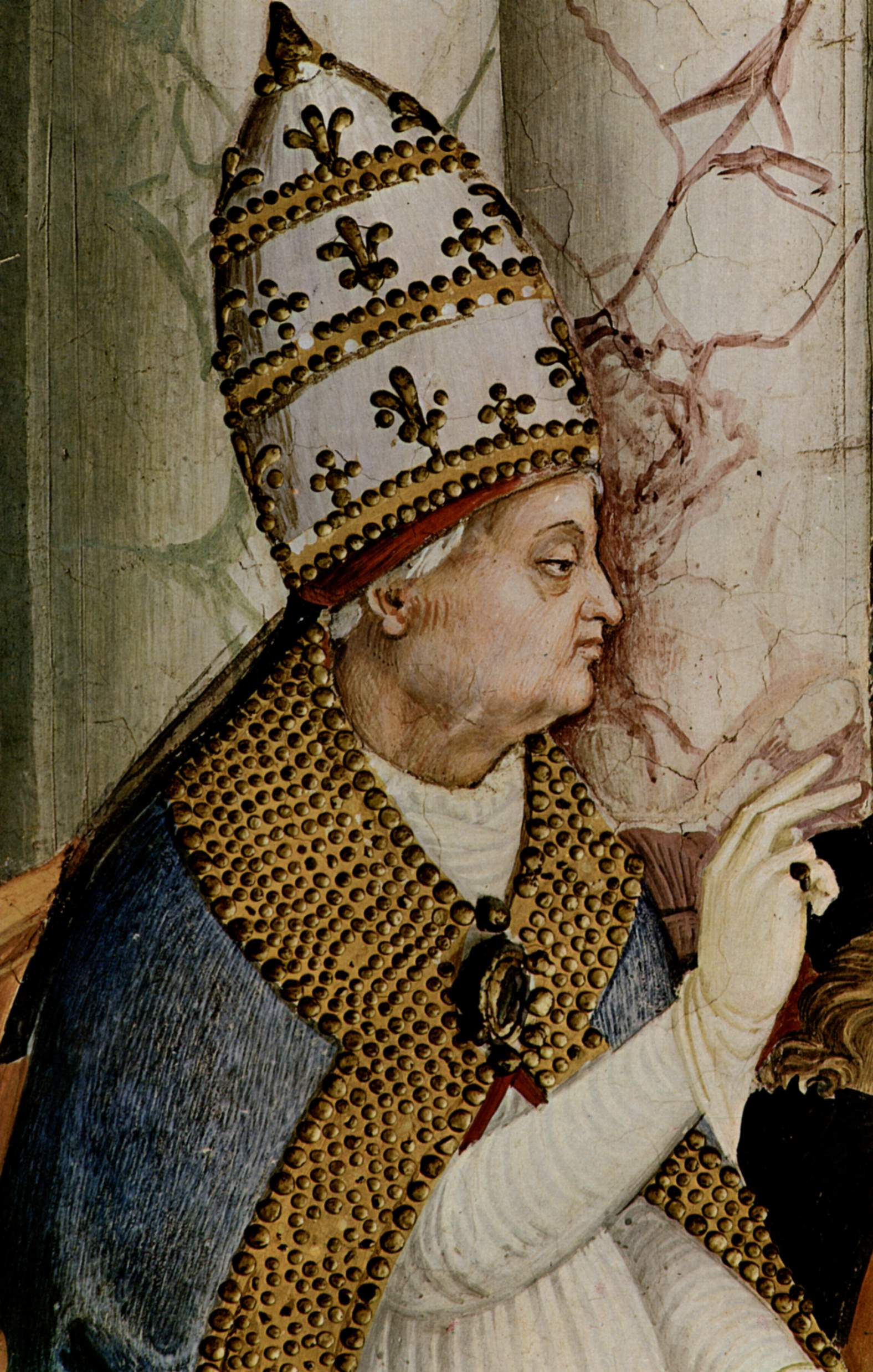
Papa Pio II (1458-1464)
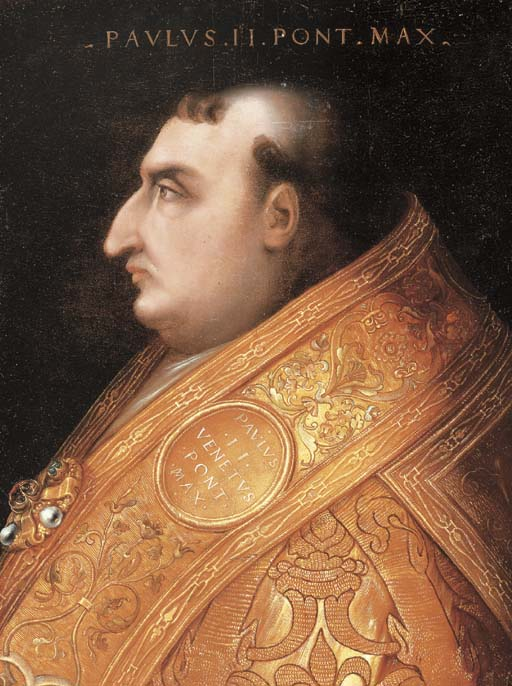
Papa Paolo II (1464–1471)
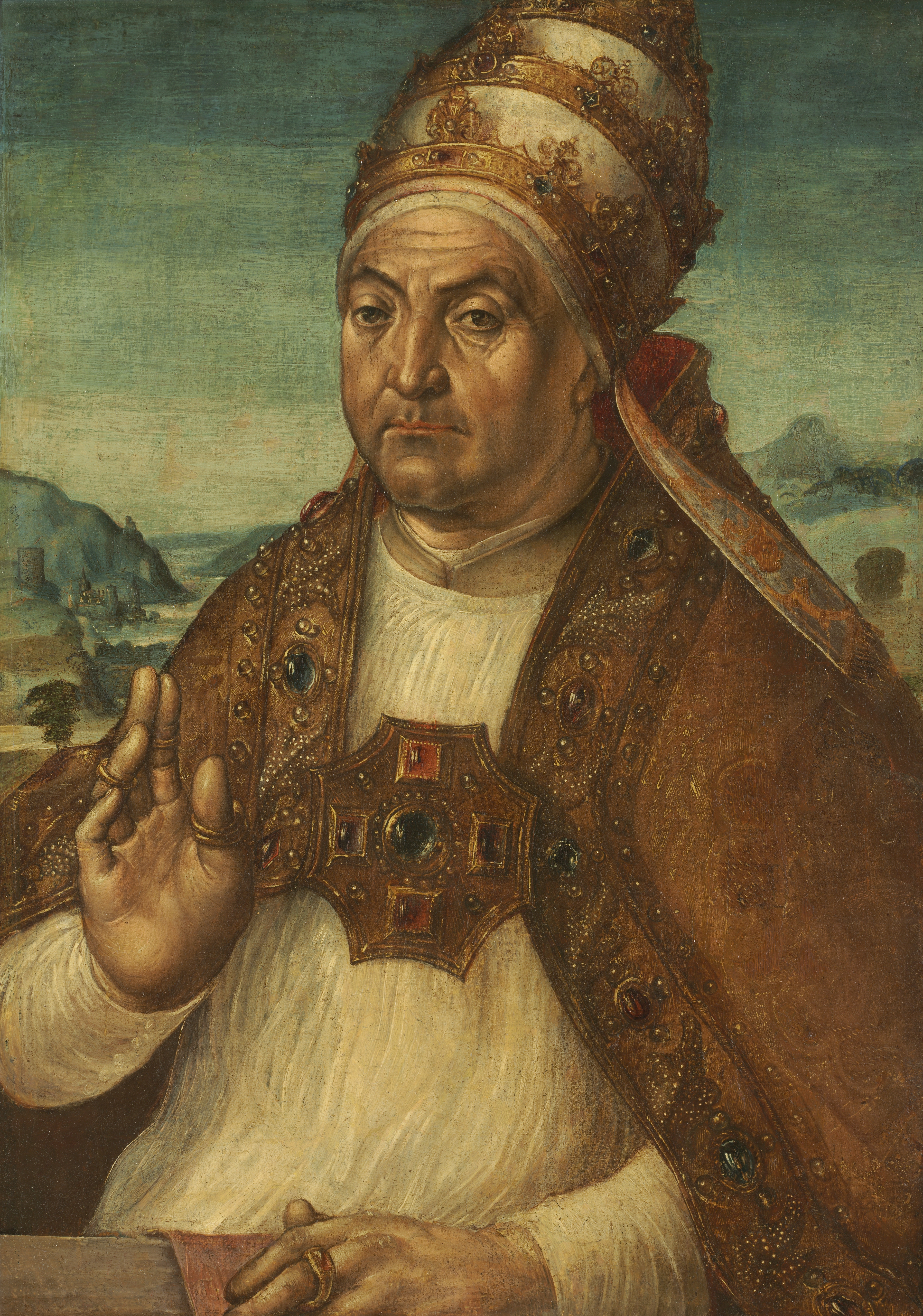
Papa Sisto IV (1471–1484)
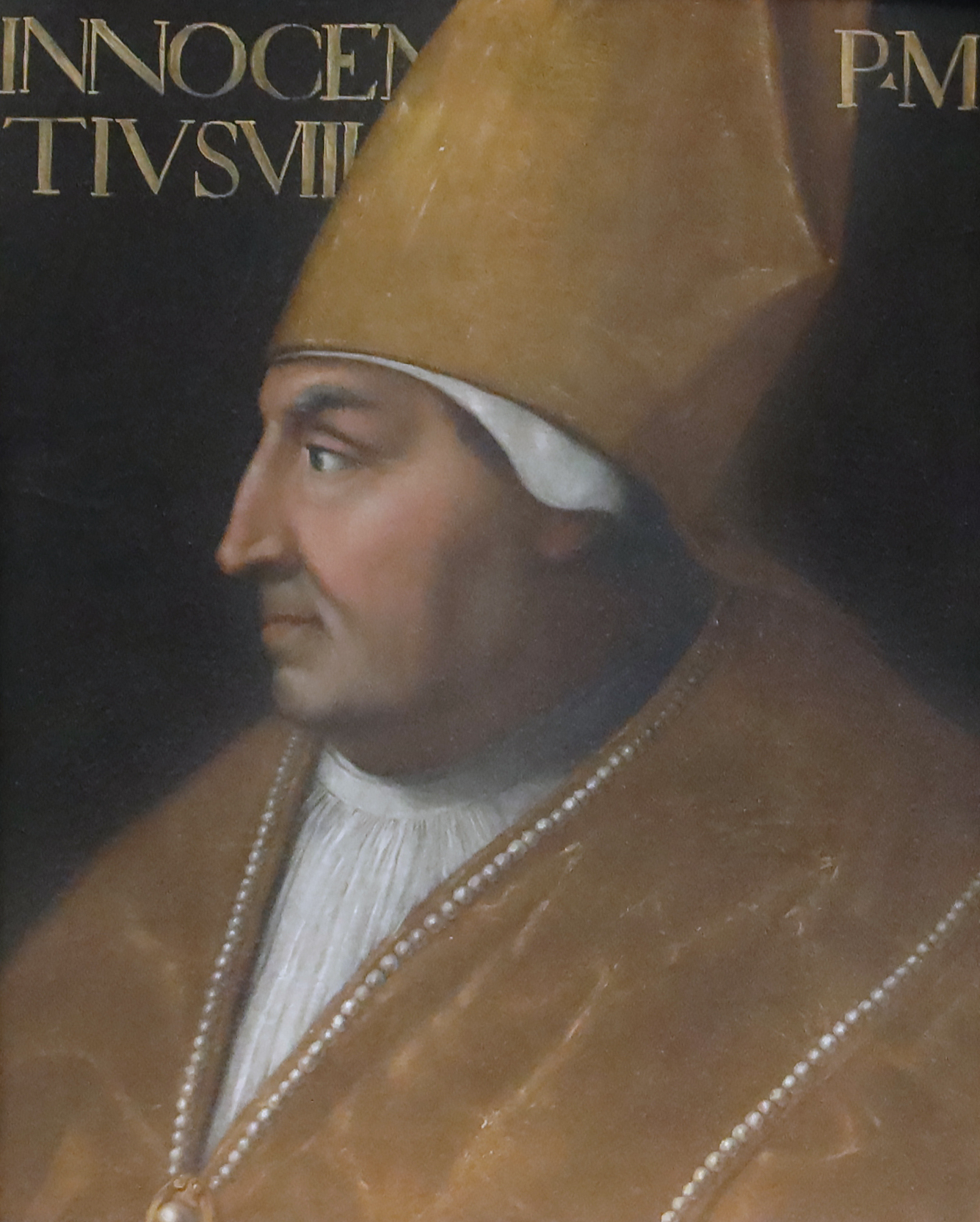
Papa Innocenzo VIII (1484-1492)
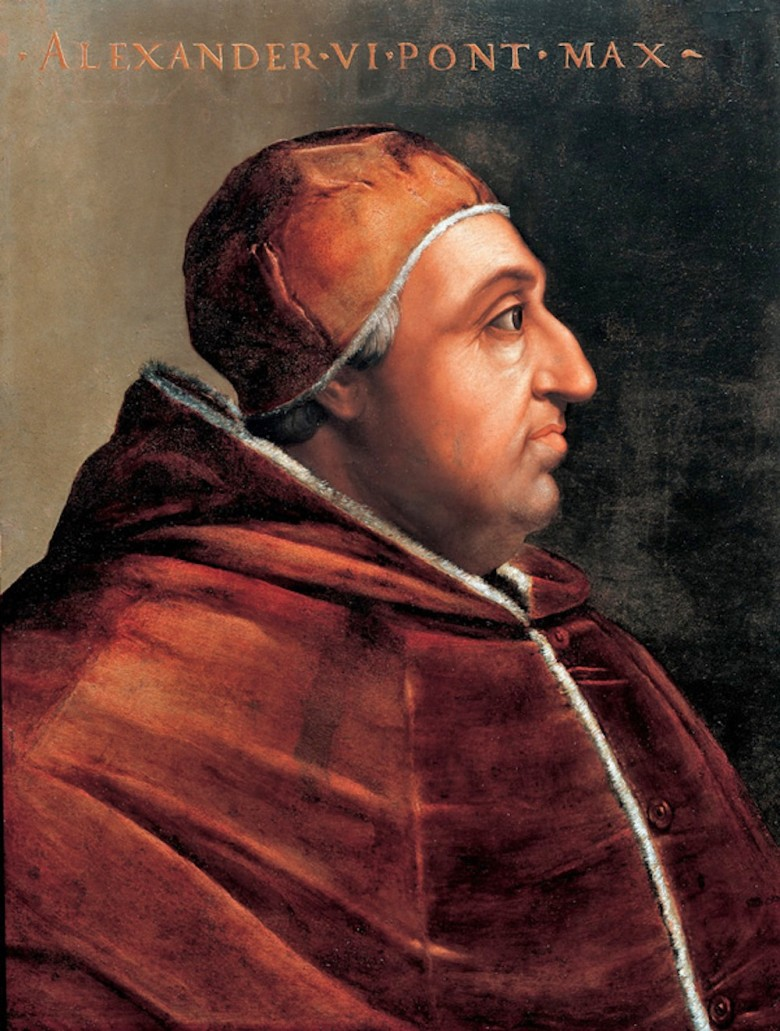
Papa Alessandro VI (1492–1503)
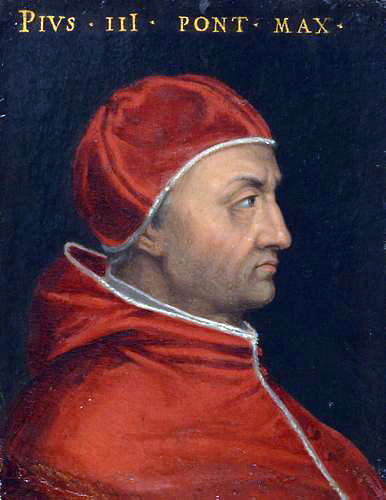
Papa Pio III (1503)
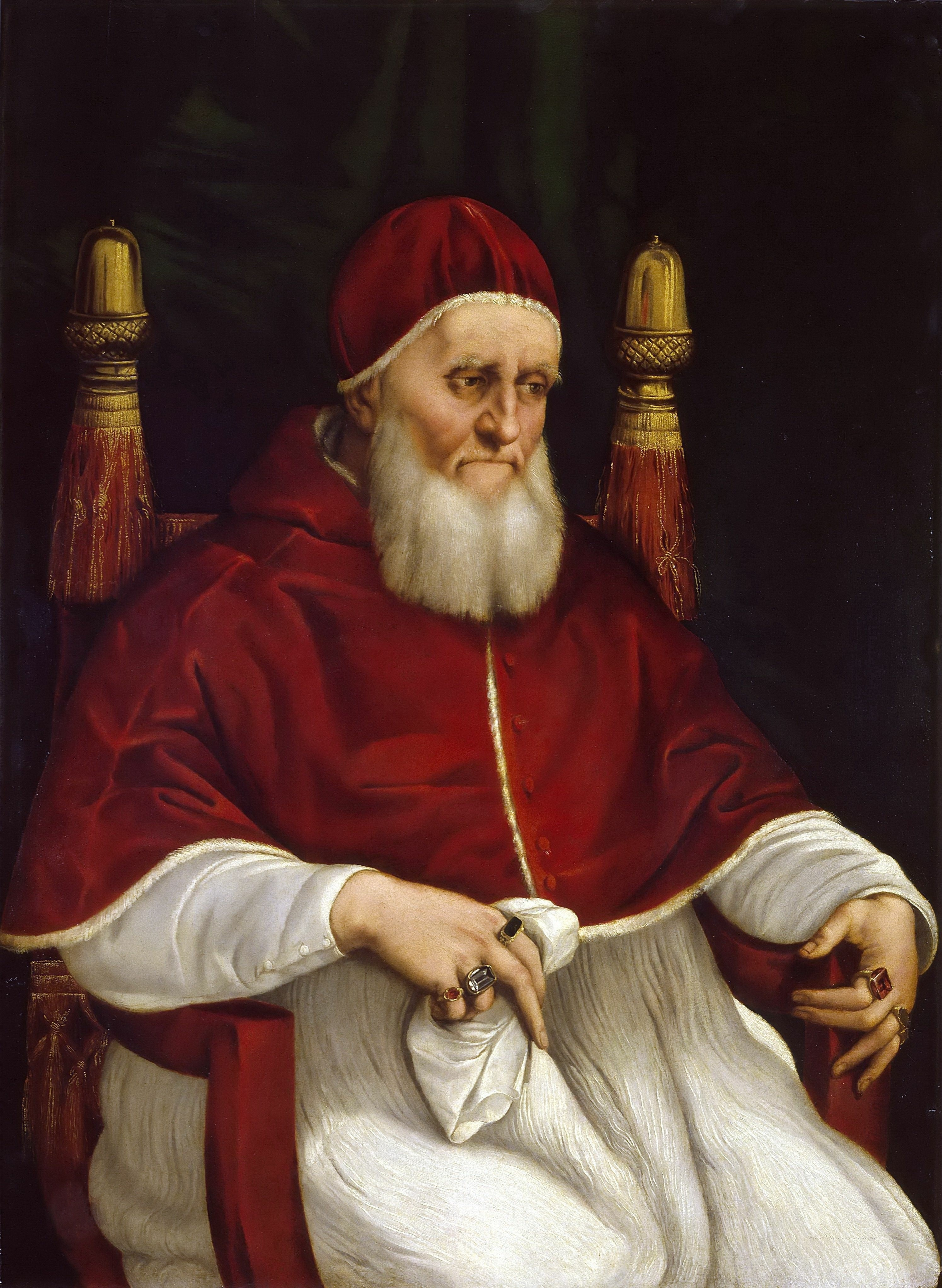
Papa Giulio II (1503-1513)
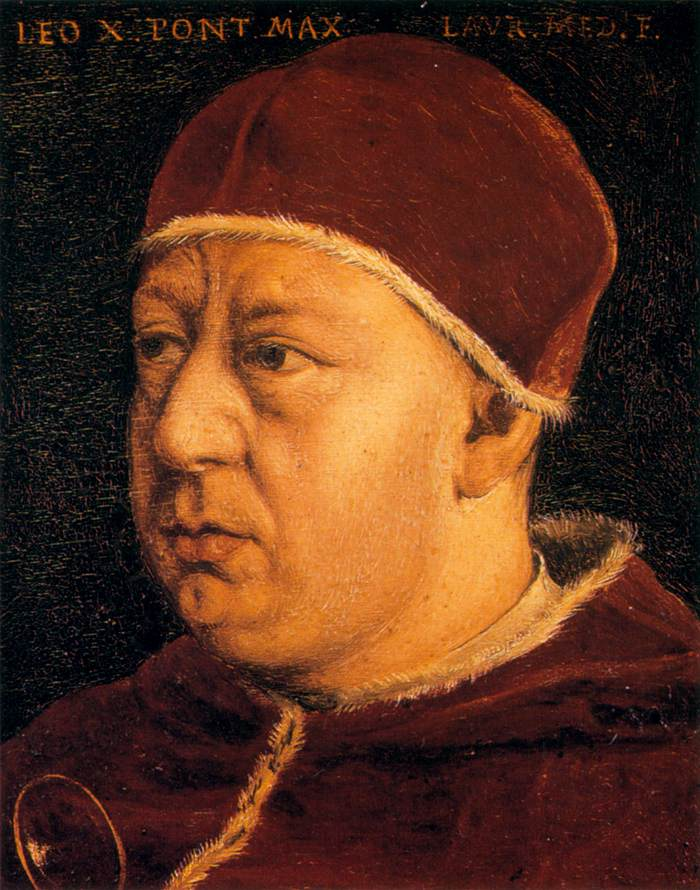
Papa Leone X (1513–1521)
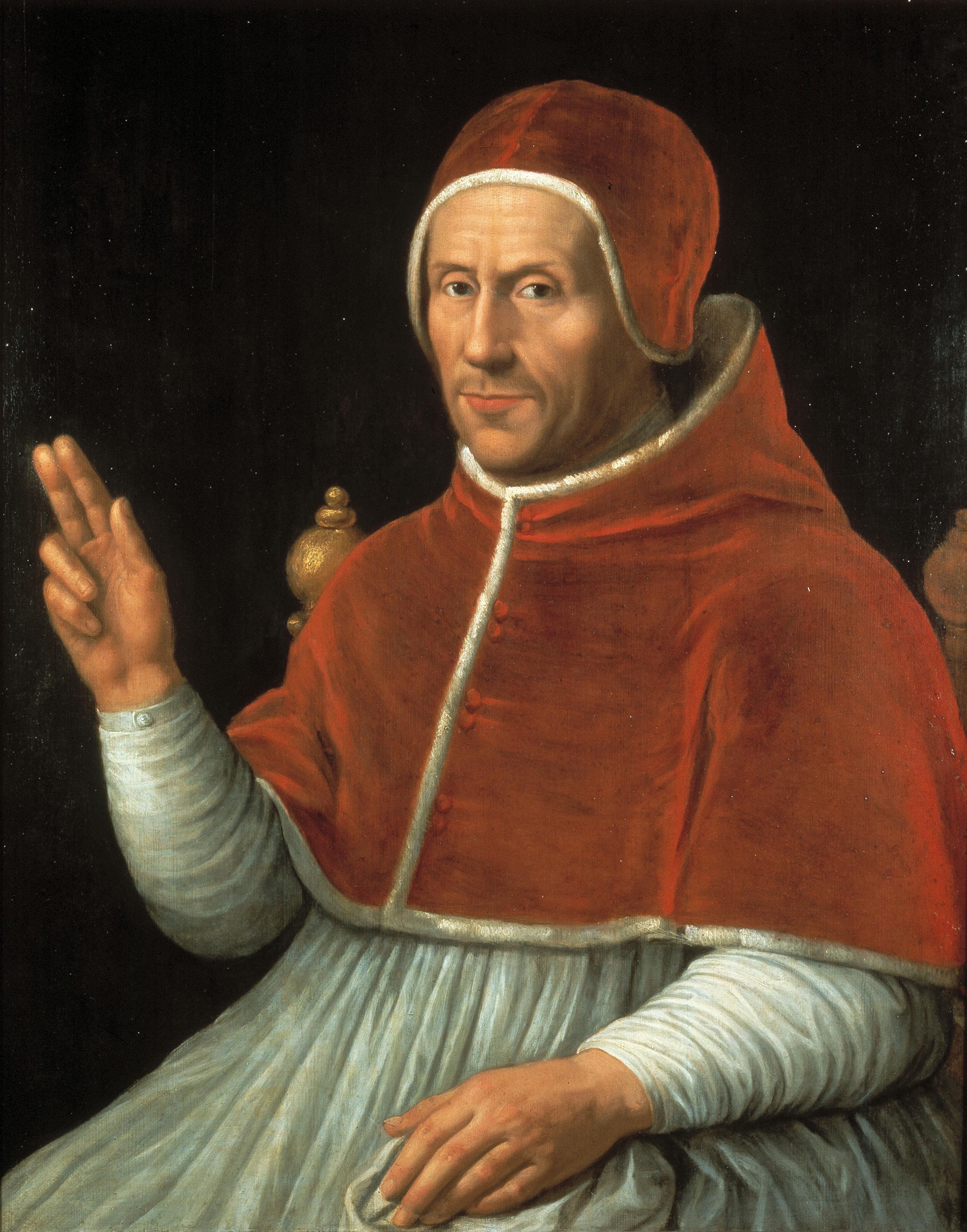
Papa Adriano VI (1522-1523)
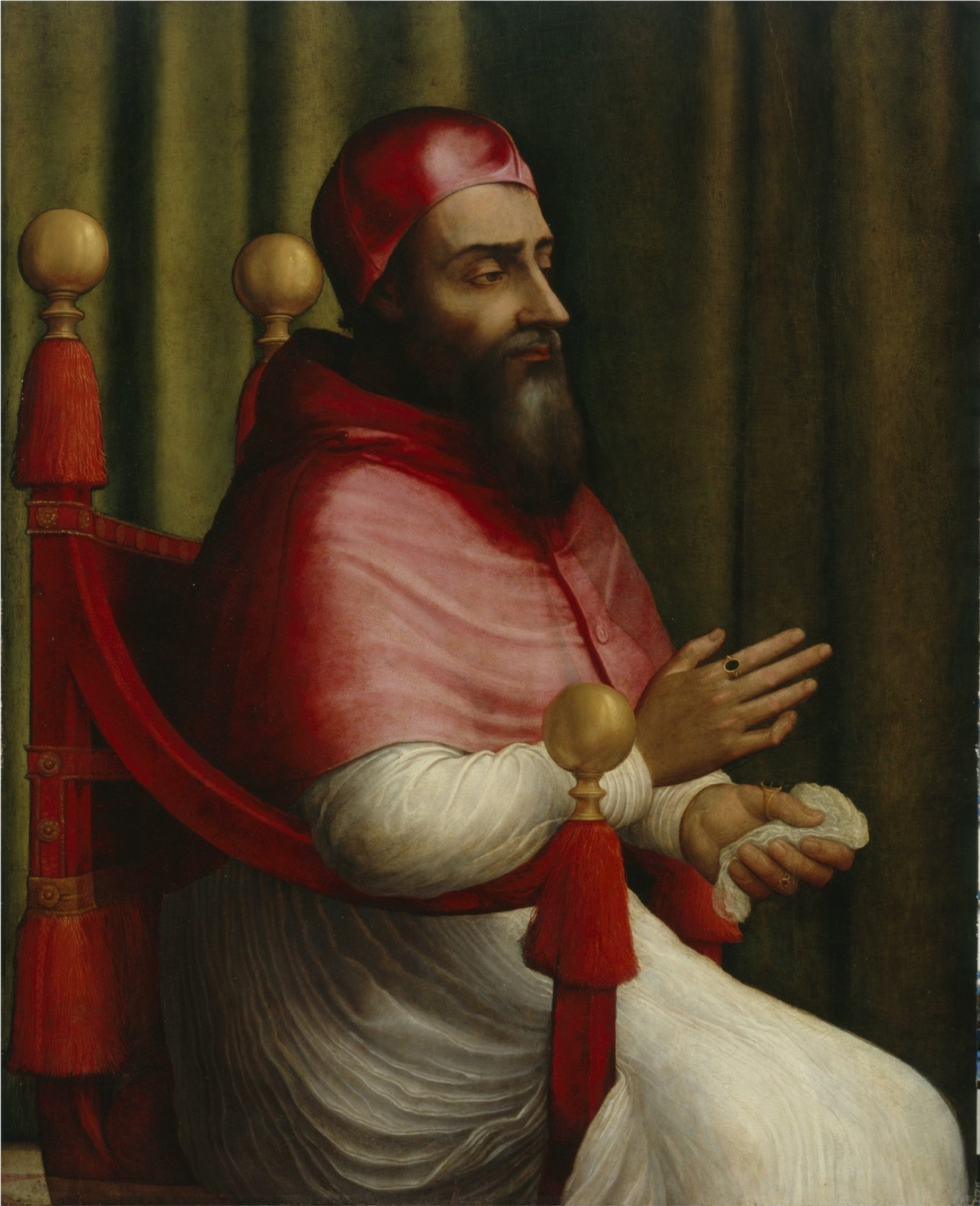
Papa Clemente VII (1523–1534)
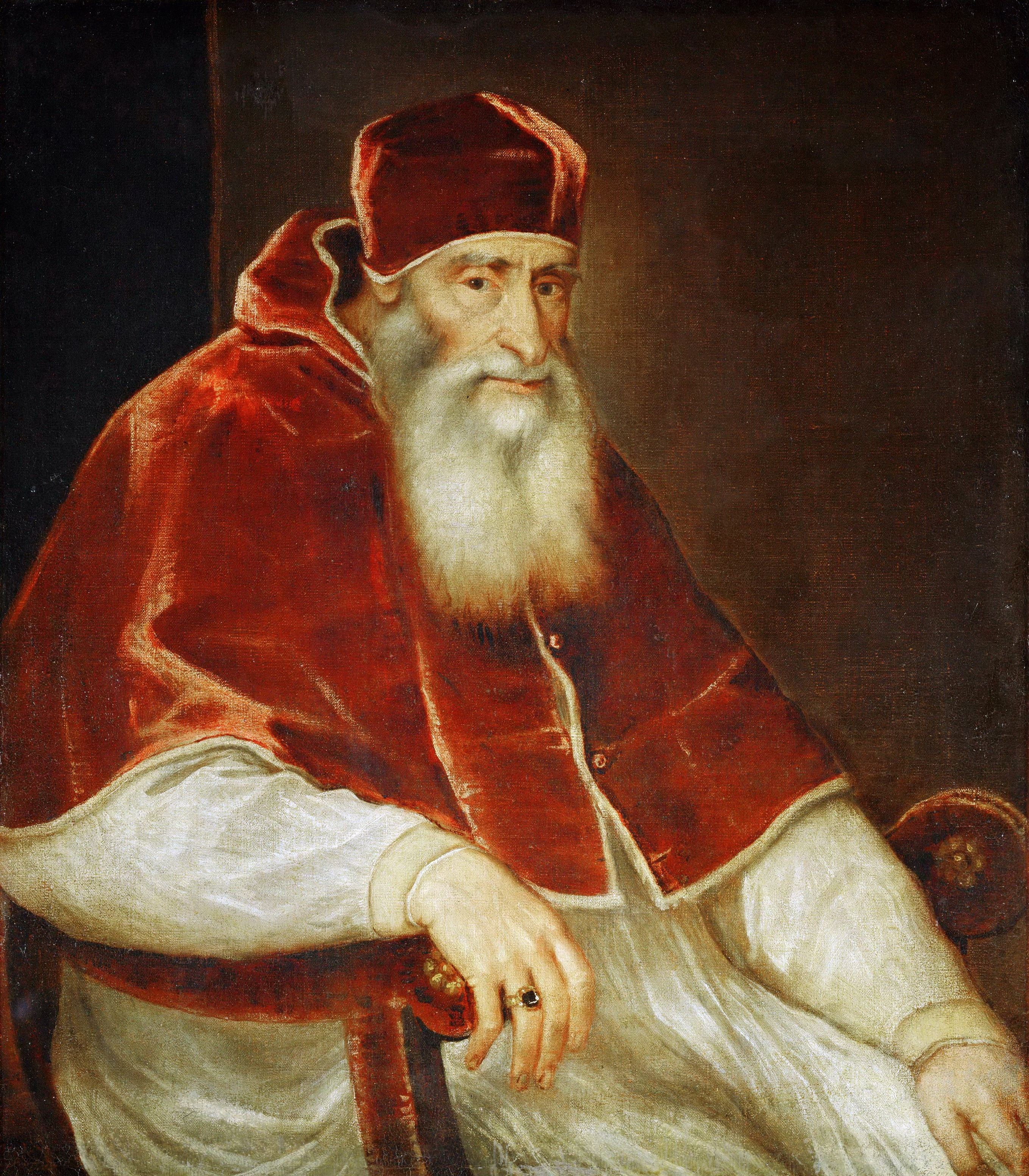
Papa Paolo III (1534-1549)
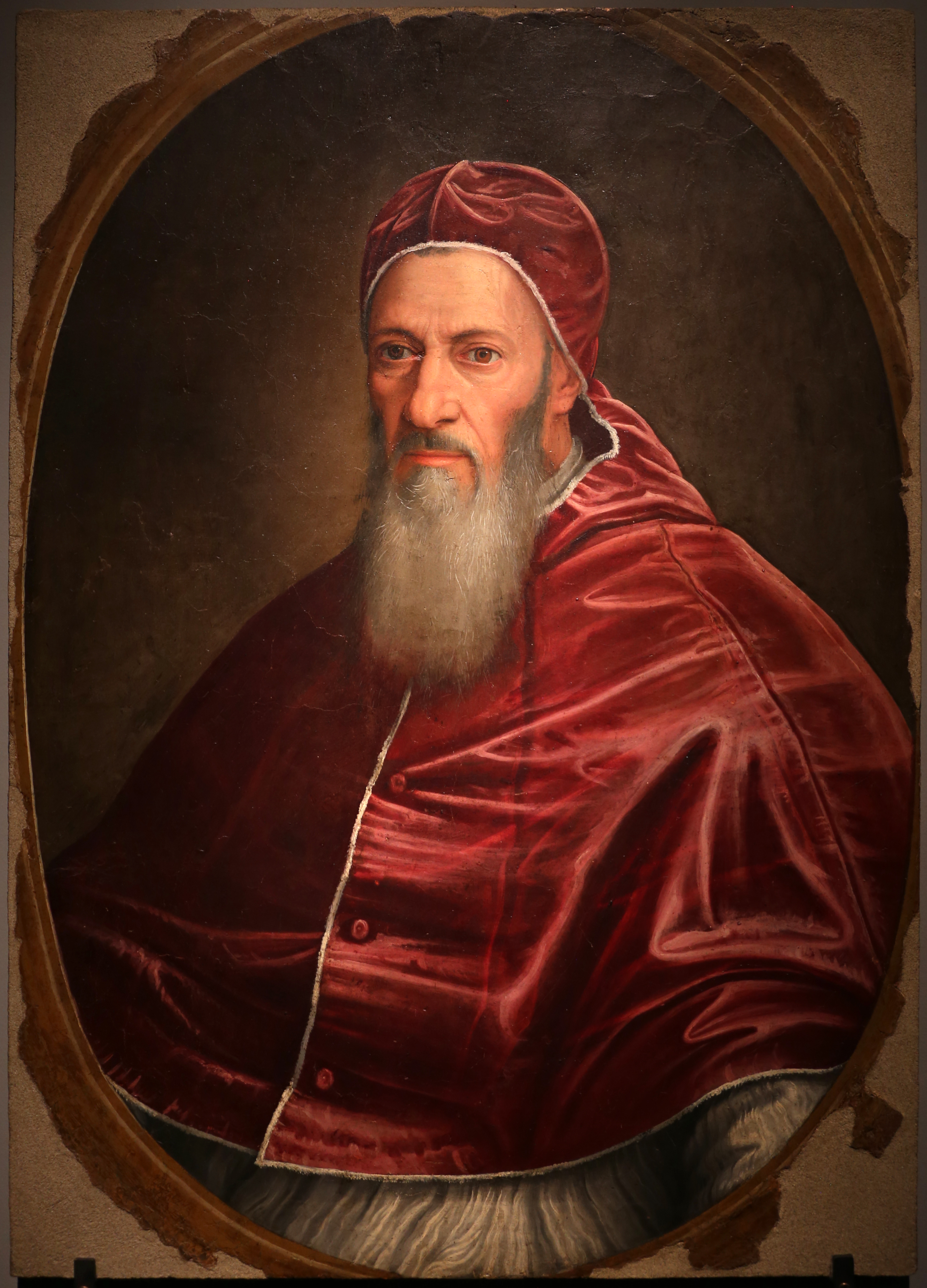
Papa Giulio III (1550-1555)
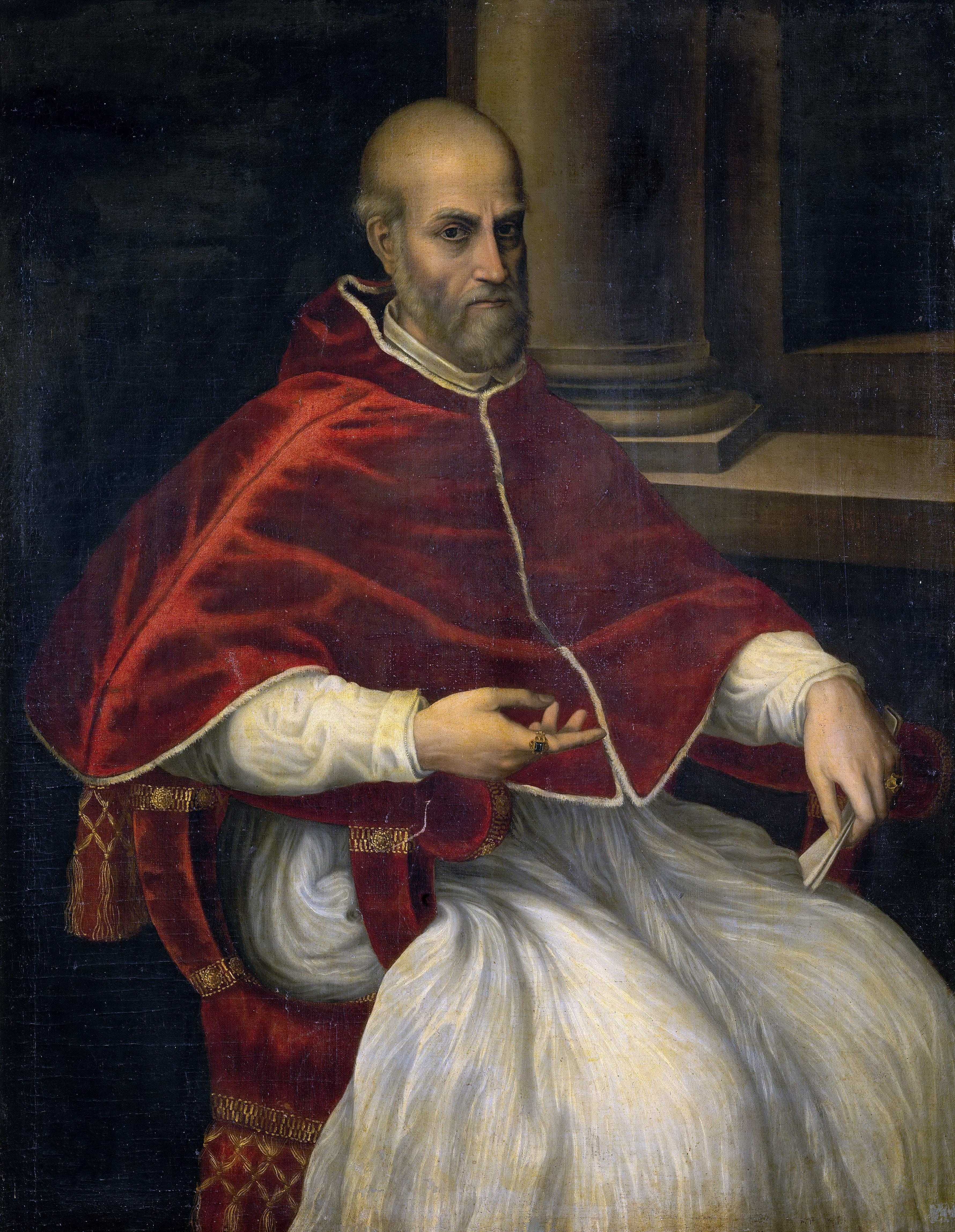
Papa Marcello II (1555)
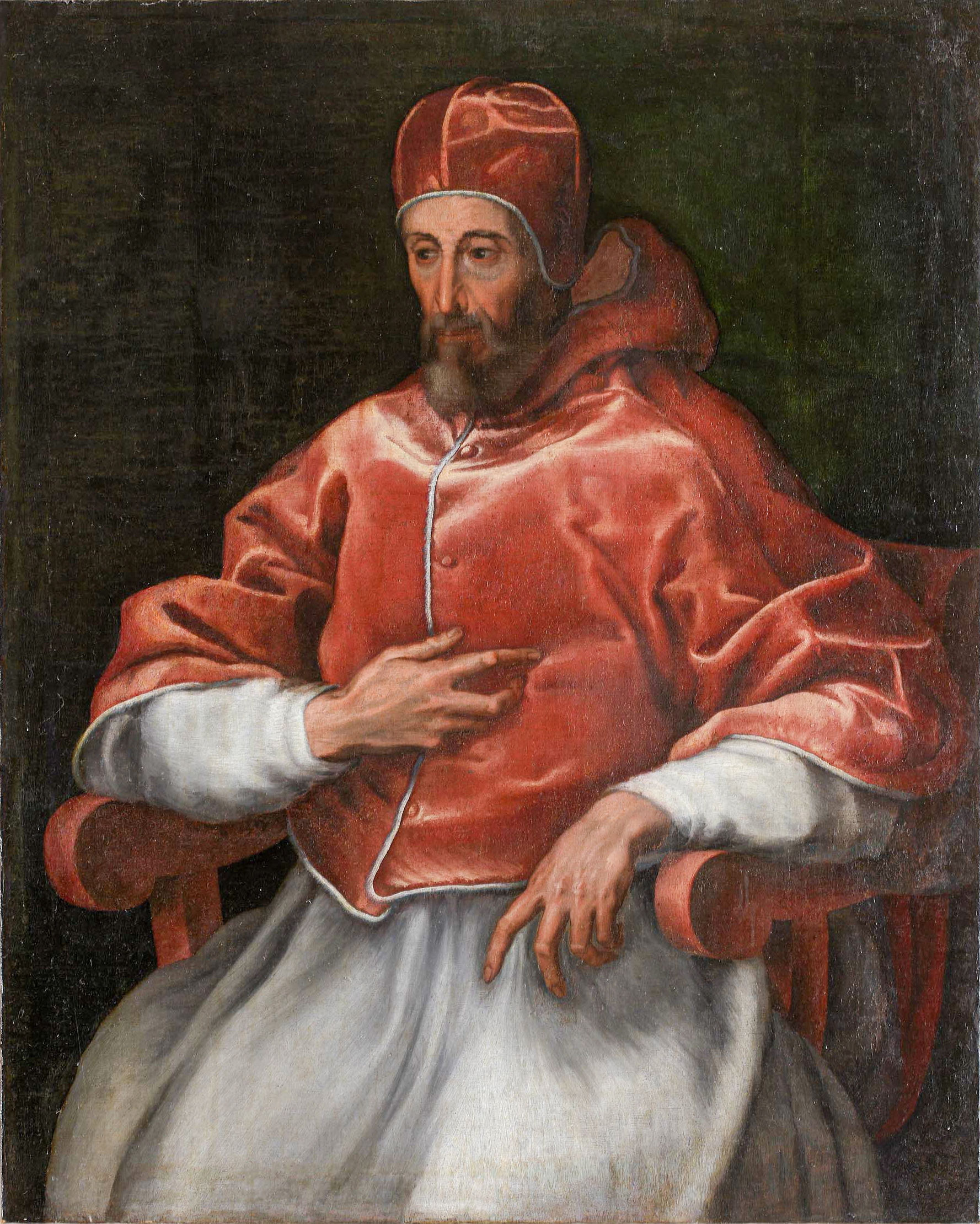
Papa Paolo IV (1555-1559)
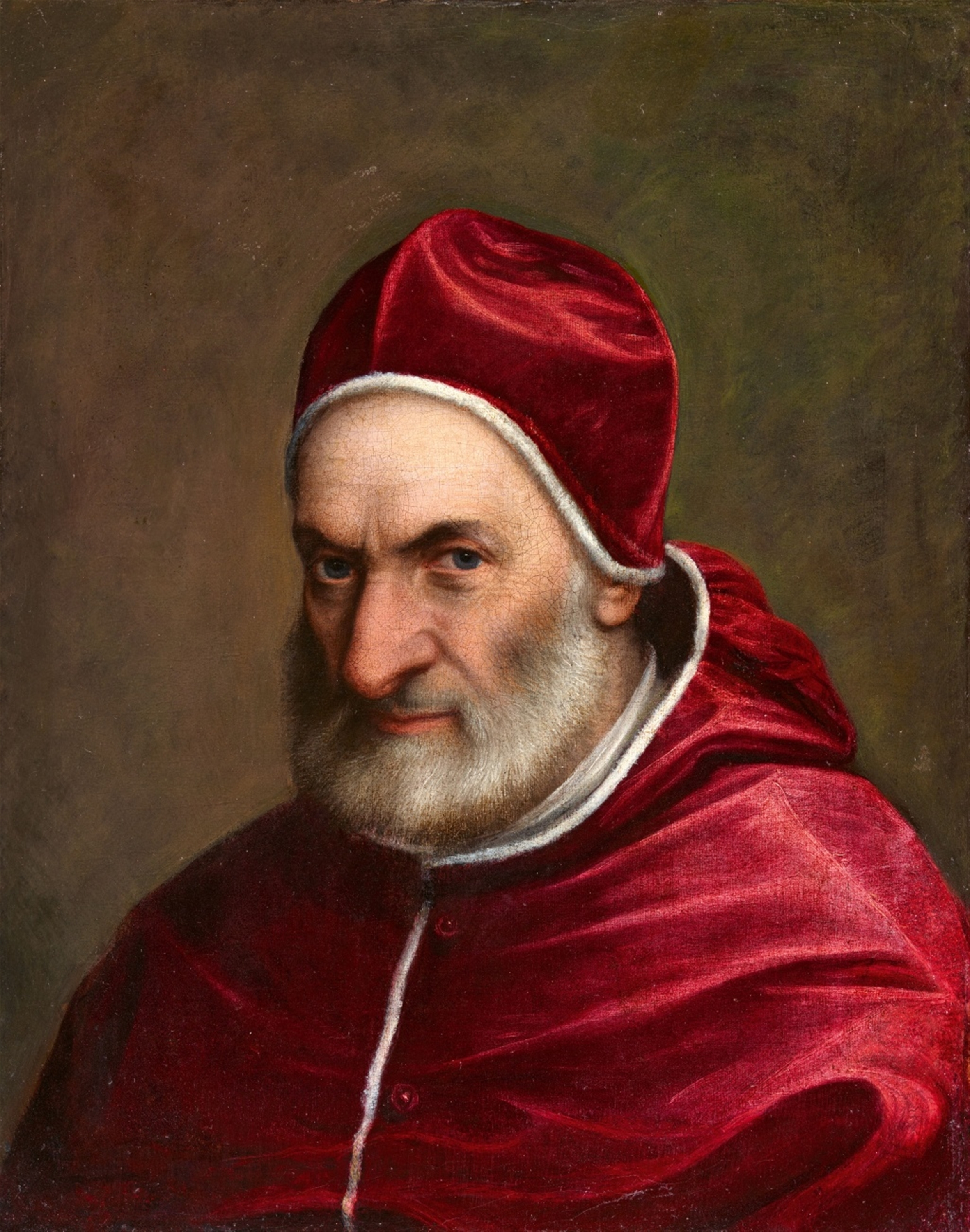
Papa Pio IV (1559-1565)

## Storia
Nel 1420 il papato tornò a Roma sotto papa Martino V. I Papi rinascimentali che lo seguirono diedero generalmente priorità agli interessi temporali dello Stato Pontificio nelle dinamiche politiche italiane. Oltre ad essere il capo di Santa Romana Chiesa, il papa divenne uno dei più potenti sovrani temporali d'Italia, prendendo parte ad alleanze e guerre. Tuttavia, gran parte del territorio dello Stato Pontificio era controllato solo nominalmente dal papa, ed era in realtà governato da nobili minori. Il controllo di diverse aree rimase a lungo contestato, e fu necessario attendere fino al XVI secolo perché il papa potesse esercitare un effettivo potere su tutti i suoi territori.
Numerosi papi di questo periodo usarono le finanze e gli eserciti pontifici per recuperare e accrescere i territori e le proprietà a lungo rivendicati dall'istituzione papale (come fecero ad esempio papa Giulio II con la Lega di Cambrai e Papa Clemente VII con la guerra della Lega di Cognac). Prima dello scisma d'Occidente il papato ricavava gran parte delle sue entrate dal "vigoroso esercizio del suo ufficio spirituale"; invece, durante il Rinascimento, le casse pontificie divennero per lo più dipendenti dalle entrate finanziarie dello stesso Stato Pontificio. Per le sue numerose campagne militari mirate ad espandere il territorio dello Stato Pontificio, Giulio II divenne noto come "il papa guerriero". Sotto di lui proseguì il consolidamento del potere nello Stato Pontificio così come il processo di vera e propria ricostruzione di Roma. Il suo progetto architettonico più importante fu il rifacimento della Basilica di San Pietro.
Alcuni papi rinascimentali sfruttarono invece le finanze e gli eserciti pontifici per arricchire se stessi e le proprie famiglie; per esempio, papa Alessandro VI fece uso del patrocinio papale per finanziare le campagne di suo figlio Cesare in giro per l'Italia. Allo stesso modo, papa Leone X implicò le truppe papali nella lunga e costosa guerra di Urbino, col solo scopo di assicurare al proprio nipote, Lorenzo II de' Medici, un effimero dominio su quella città. Le enormi spese dovute alle guerra di Urbino svuotarono le casse pontificie, portando il papato ad un profondissimo indebitamento.
A causa dei loro ambiziosi progetti temporali, che fossero di natura militare o artistica, i papi rinascimentali dovettero ampliare la portata delle loro fonti di reddito. Nel più noto di questi esempi, Papa Leone X espanse la vendita di indulgenze e di cariche burocratiche ed ecclesiastiche per finanziare la ricostruzione della Basilica di San Pietro. La controversia su queste pratiche raggiunse il suo apice nel 1517, quando Martin Lutero diede inizio alla riforma protestante, frantumando definitivamente la cristianità occidentale in molteplici denominazioni.
I papi di questo periodo governavano come monarchi assoluti ma, a differenza degli altri sovrani europei, la loro carica non era ereditaria, cosa che spinse molti di loro a promuovere gli interessi della propria famiglia tramite il nepotismo. Secondo lo storico  irlandese Eamon Duffy, "l'inevitabile esito di tutto ciò fu la creazione di una ricca classe cardinalizia, con forti legami dinastici". Ad esempio, nel 1517, papa Leone X nominò il proprio cardinal nipote, Giulio de' Medici, vicecancelliere di Santa Romana Chiesa (secondo carica dello stato), e fu quest'ultimo, dopo la morte di Leone nel 1521, a succedergli come papa Clemente VII.
Sempre secondo Eamon Duffy, "il papato rinascimentale richiama uno spettacolo hollywoodiano, tutto decadenza e trascinamento. I contemporanei vedevano la Roma rinascimentale come noi oggi vediamo la Washington di Nixon, una città di puttane a libro paga e di corruzione politica, dove tutto e tutti avevano un prezzo, dove non ci si poteva fidare di niente e di nessuno. I papi stessi sembravano aprire la strada a tutto ciò." Esempio emblematico di quel periodo, si dice che papa Leone X abbia notoriamente affermato: "Poiché Dio ci ha dato il papato, godiamocelo". Molti dei papi del Rinascimento ebbero amanti e figli, furono coinvolti in intrighi e persino omicidi. Ad esempio, Alessandro VI ebbe quattro figli riconosciuti, incluso il famigerato omicida Cesare Borgia. Tuttavia, non tutti i commentatori storici hanno una visione così cupa del papato rinascimentale, osservando che "i misfatti (in gran parte esagerati) di alcuni dei pontefici di quest'epoca hanno indotto molte persone a liquidare tutti i 'papi del Rinascimento' come corrotti e mondani quando, infatti, i loro ranghi includevano uomini che erano personalmente retti, modesti e virtuosi." L'autore continua citando Clemente VII come "un uomo molto retto, devoto e per nulla licenzioso, prodigo o crudele a differenza di come molti dei suoi colleghi "papi rinascimentali" sono spesso considerati;" allo stesso modo, elogia la "santità e l'integrità morale" di Adriano VI.
Il papato rinascimentale iniziò il suo declino quando la riforma protestante divise il cristianesimo occidentale in numerose denominazioni, mentre gli stati-nazione (come Francia e Inghilterra) iniziarono ad esercitare vari gradi di controllo sulla Chiesa nei loro territori. Contribuirono anche altri fattori: per esempio, all'inizio degli anni 1520, dopo decenni di spese smodate, la Chiesa romana era sull'orlo della bancarotta; nel 1527, gli eserciti dell'imperatore Carlo V saccheggiarono Roma, causando un crollo demografico nella città, la cui popolazione passò da 55 000 a 10 000 in un solo anno; nel 1533, Enrico VIII d'Inghilterra si separò dalla Chiesa cattolica per poter sposare Anna Bolena, dando inizio alla scisma anglicano. La concomitanza di questi eventi cambiò il volto della Chiesa, allontanandola dai valori umanistici, esemplificati da papi come Leone X e Clemente VII, in favore di quell'ortodossia religiosa che sarebbe diventata sinonimo di controriforma e Santa Inquisizione. Dopo il concilio di Trento del 1545, l'umanesimo un tempo incoraggiato dal papato rinascimentale venne considerato contrario agli insegnamenti della Chiesa.

## Arte e architettura
Poiché i papi erano stati ad Avignone o impegnati dallo scisma sin dal 1309, Roma era rimasta architettonicamente sottosviluppata sia dal punto di vista urbanistico che artistico. Secondo Duffy, "Roma non aveva attività commerciali eccetto il pellegrinaggio, nessuna funzione oltre a quella di capitale del papa". Il mecenatismo delle arti e dell'architettura fu sia una questione di politica papale - per aumentare il prestigio dell'istituzione nel suo insieme - sia di preferenze personali dei singoli papi. Papa Leone X è noto per il suo patrocinio di Raffaello, i cui dipinti ebbero un ruolo rilevante nella ristrutturazione del Vaticano. Papa Sisto IV avviò un'importante campagna di riprogettazione e ricostruzione di Roma: allargò le strade, abbatté le rovine fatiscenti, commissionò la Cappella Sistina e invitò numerosi artisti da altre città-stato italiane. Papa Niccolò V fondò la biblioteca vaticana.

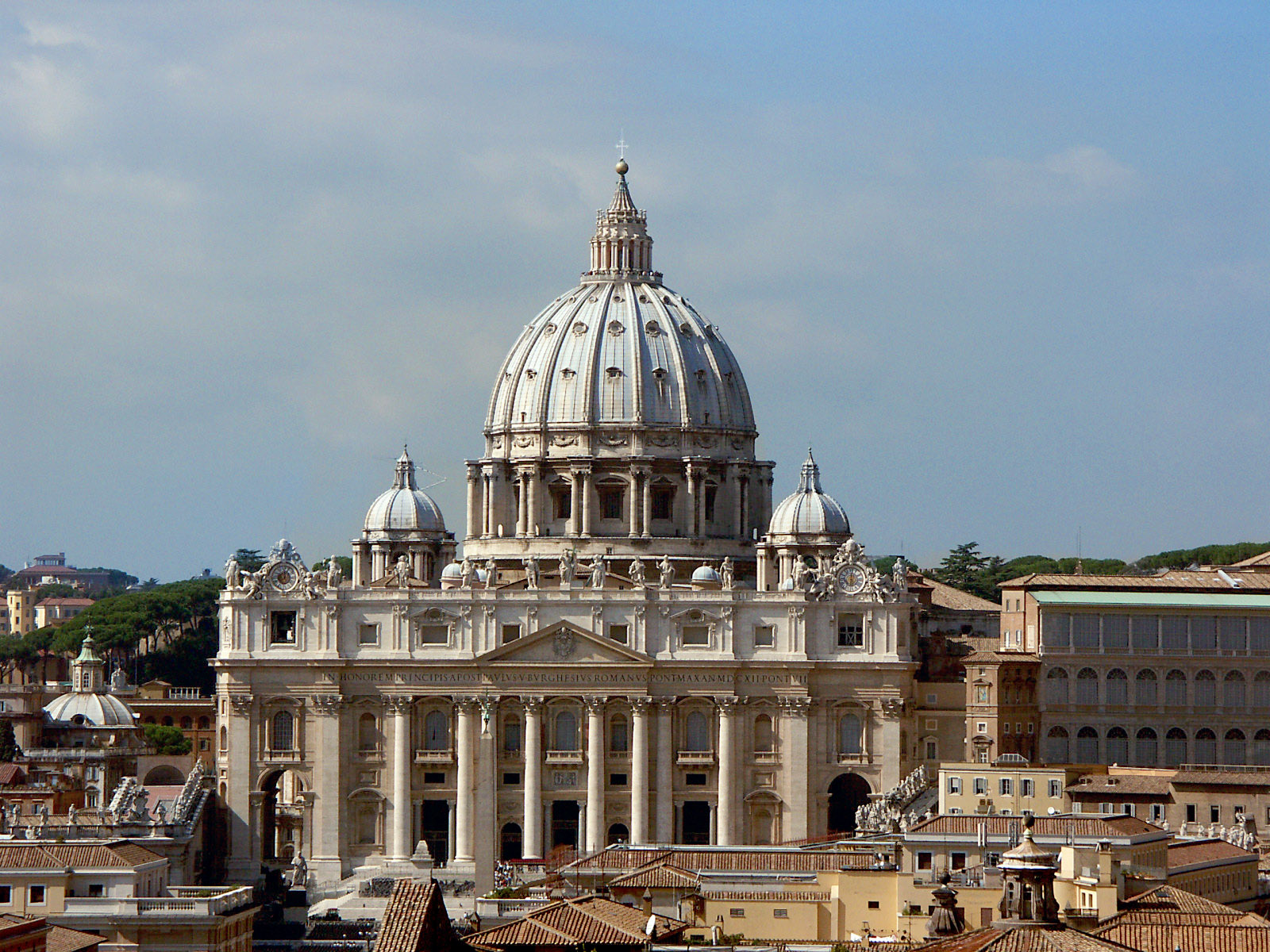
La ricostruzione della Basilica di San Pietro iniziò nel 1506
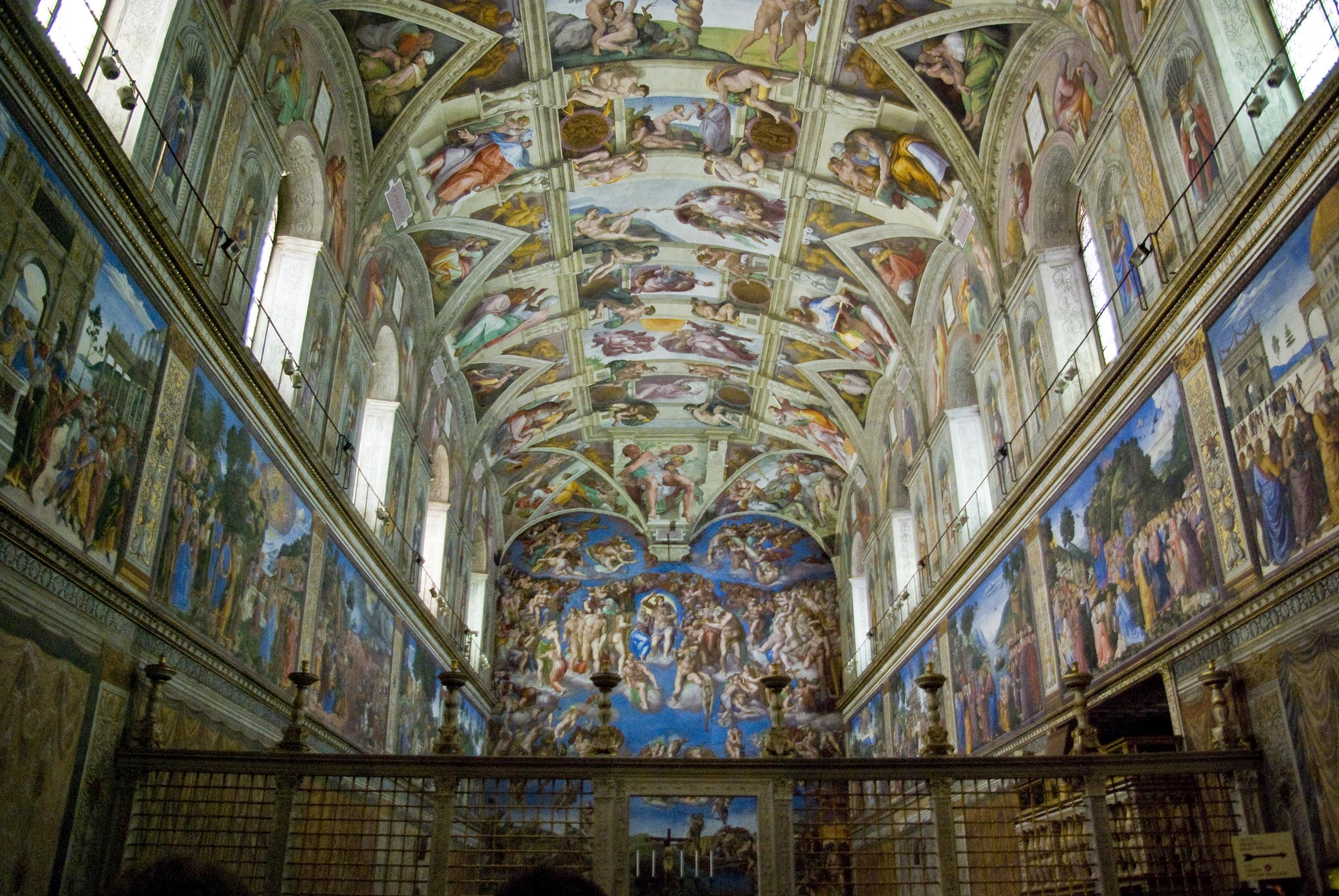
La Cappella Sistina fu decorata tra il 1481 e il 1512
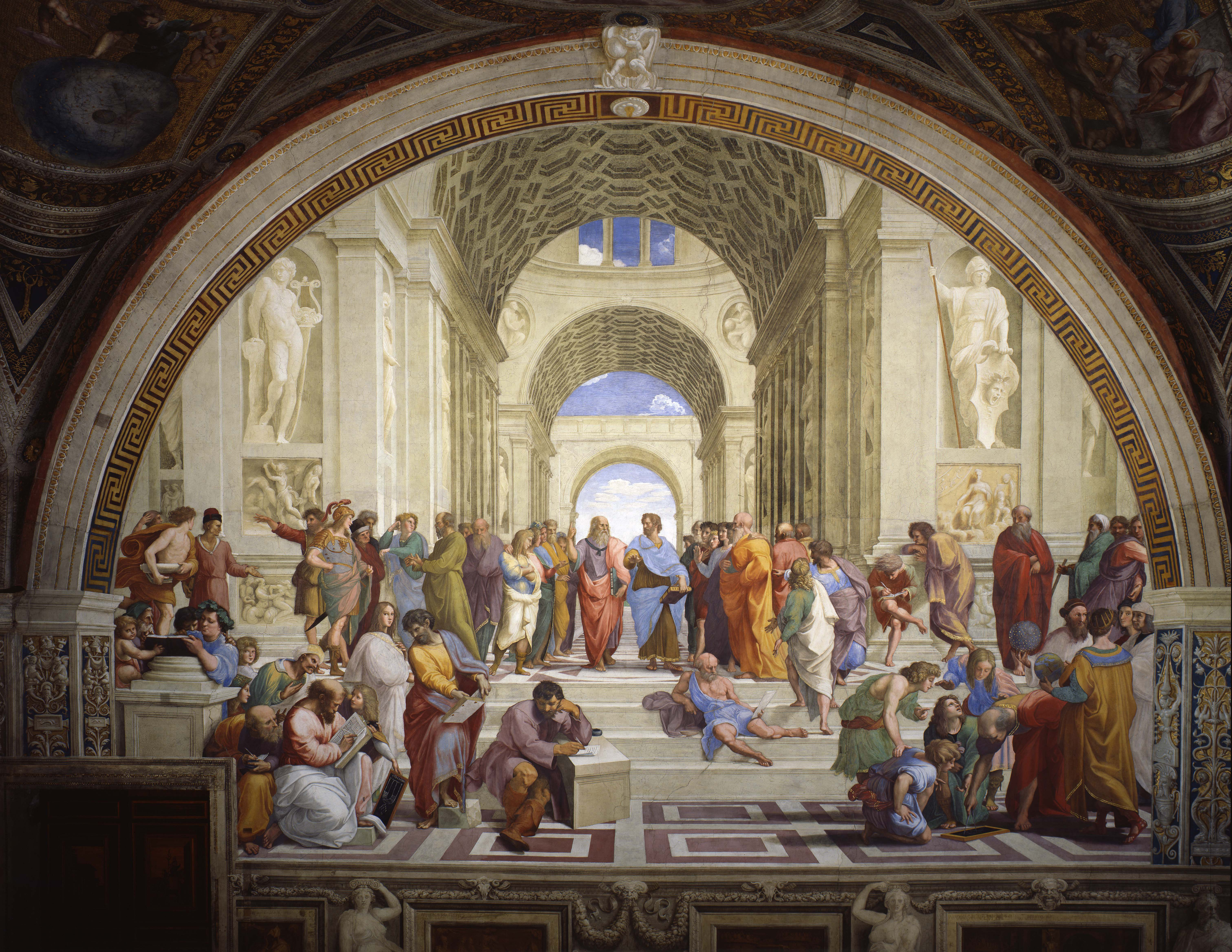
La Scuola di Atene (1509–1511) dalle Stanze di Raffaello
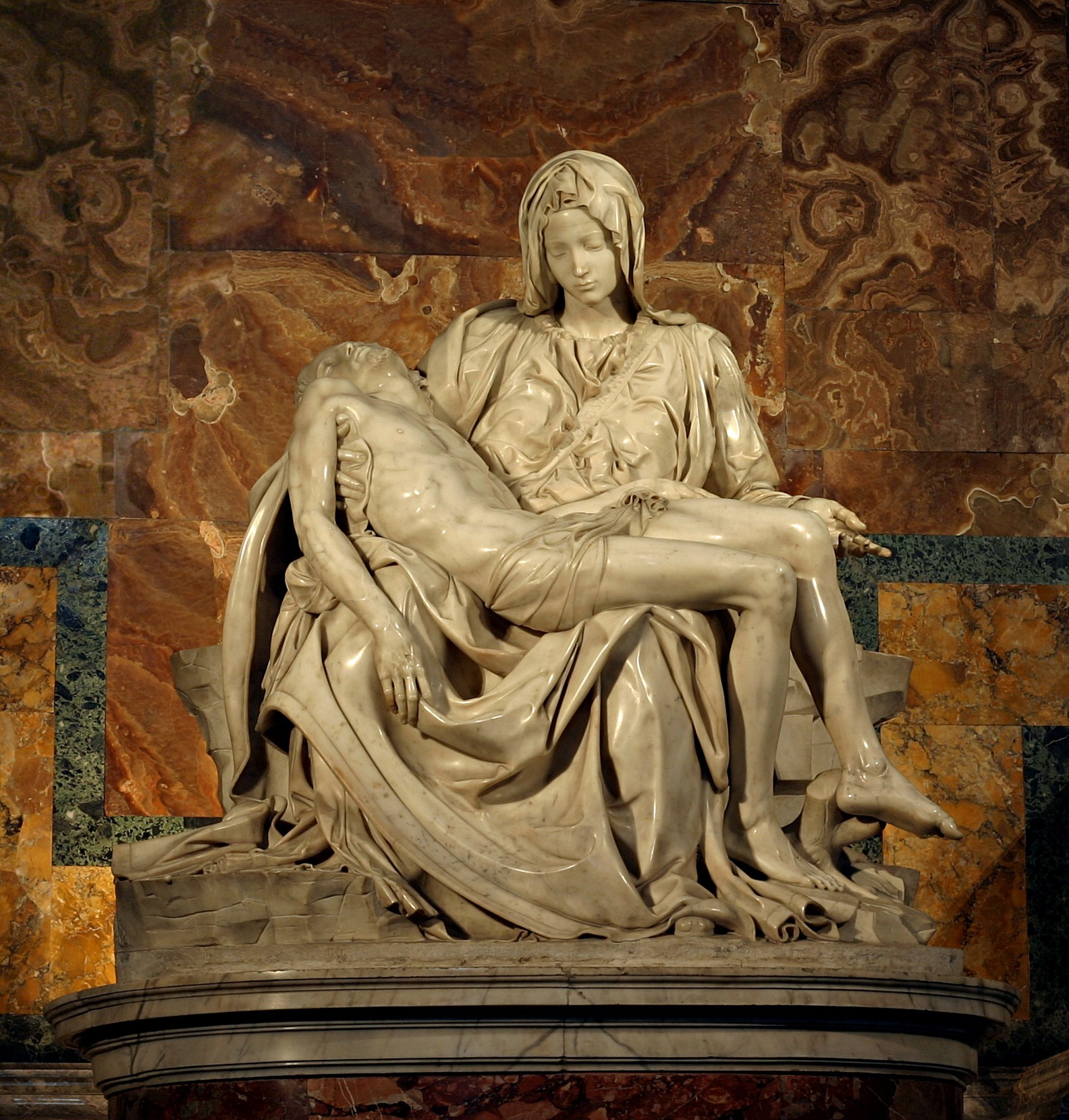
La Pietà di Michelangelo, completata nel 1499
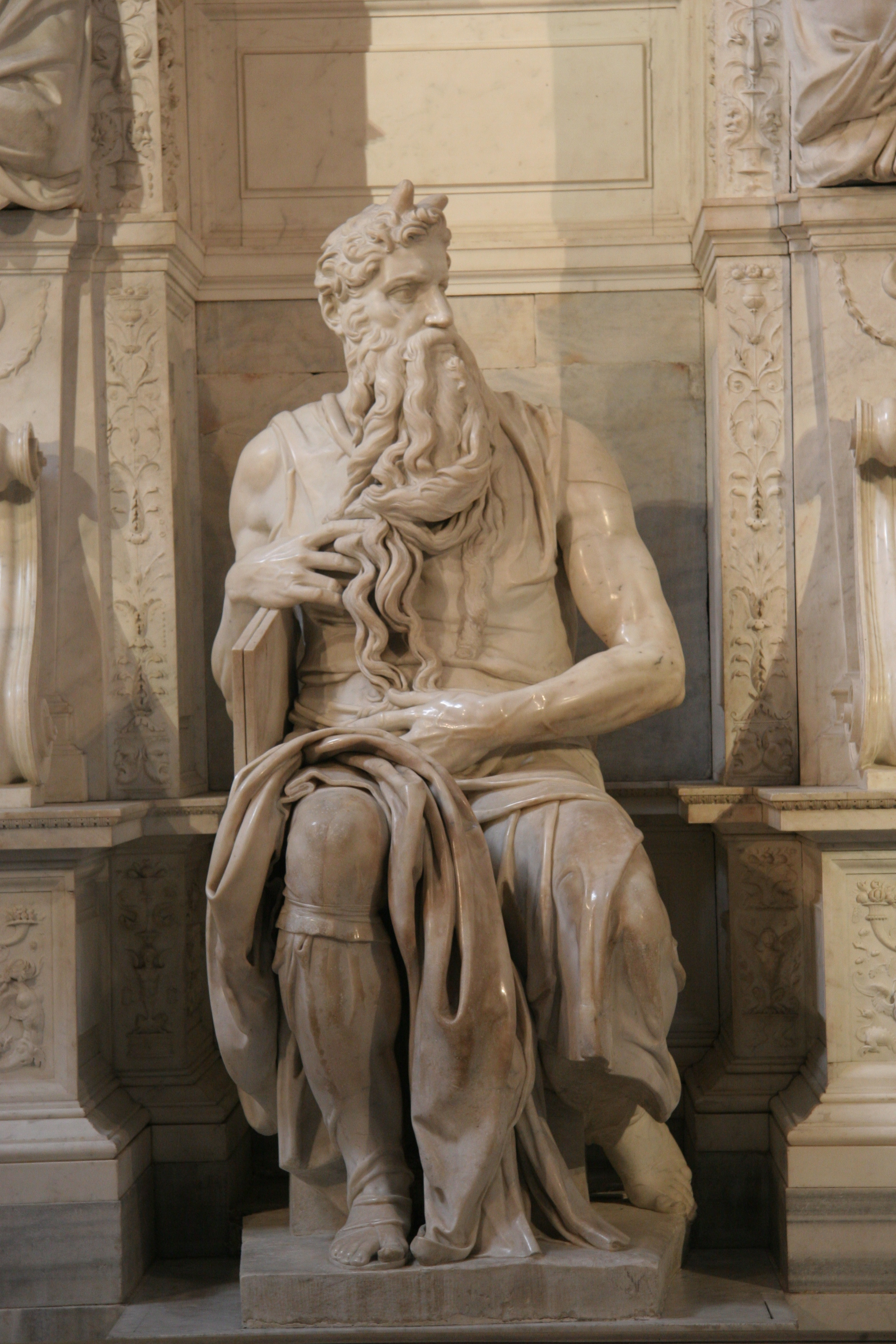
Giulio II commissionò il Mosè di Michelangelo (1513-1515) per la sua tomba
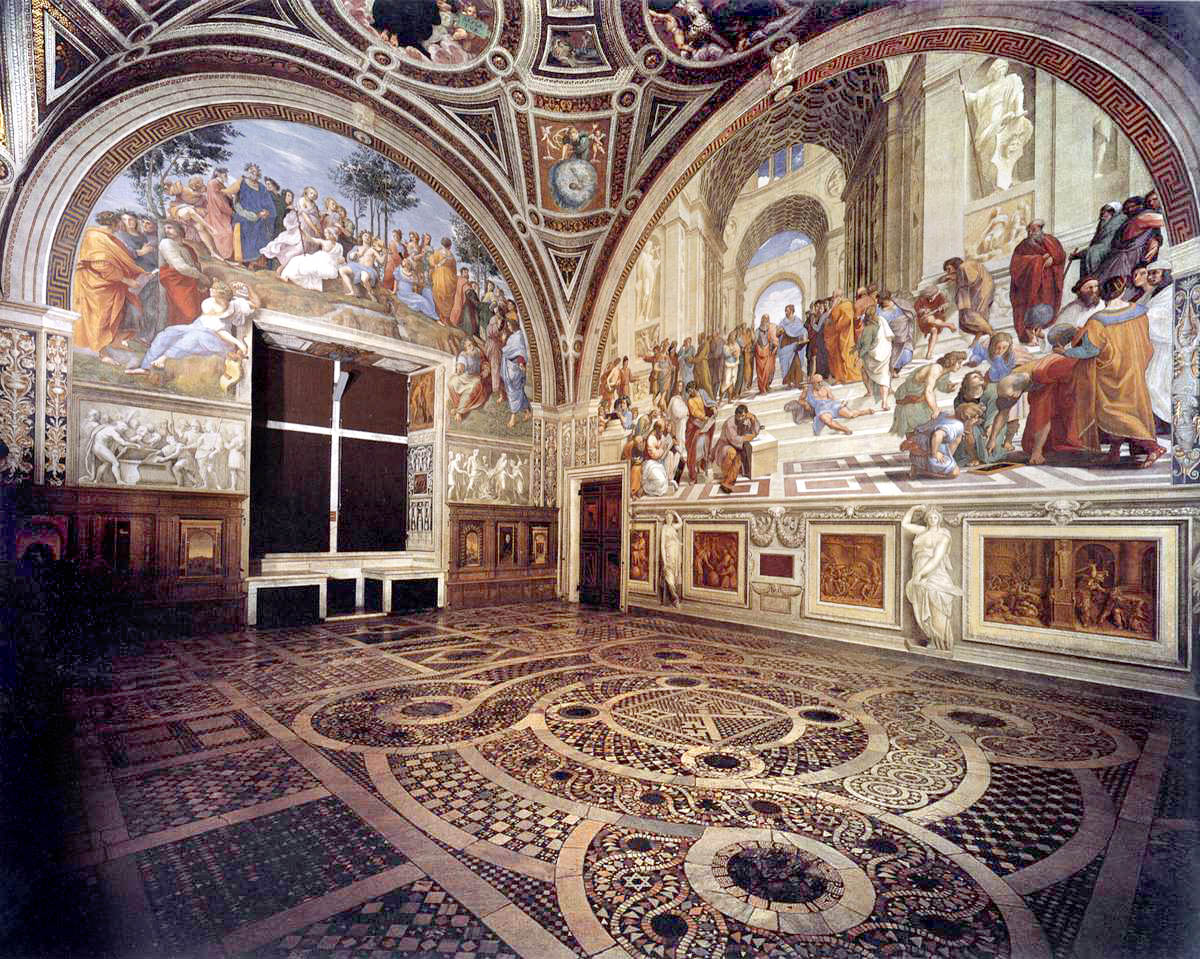
La Stanza della Segnatura (affrescata da Raffaello), uno degli appartamenti commissionati da papa Giulio II

## Teologia

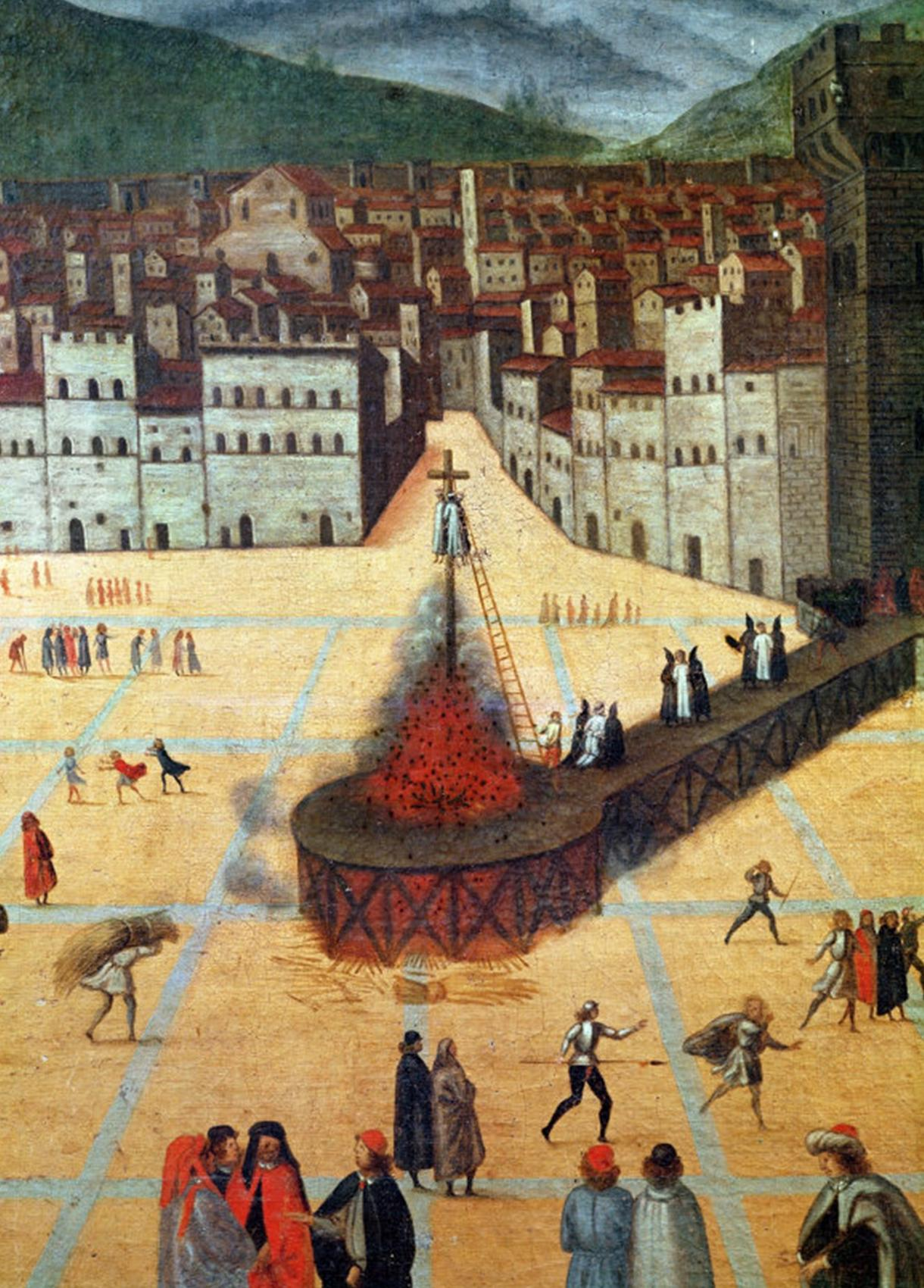
L'esecuzione di Savonarola

La "macchina inquisitoria" incaricata di contrastare l'eresia rimase in gran parte immutata da come era nel XIII secolo, e la soppressione dei due principali movimenti eretici sorti durante questo periodo (i lollardi di John Wycliffe e gli hussiti di Jan Hus) fu portata avanti con scarso successo. Le voci critiche nei confronti della mondanità del papato, come il Savonarola a Firenze, furono scomunicate. Critici come Erasmo da Rotterdam, che continuò a puntare alla riforma piuttosto che allo scisma, furono trattati più favorevolmente. La rinascita dello studio della letteratura greca riportò in auge il platonismo nei circoli intellettuali cattolici.
L'evo rinascimentale vide un netto declino nella religiosità tra i papi. Sebbene Adriano VI abbia detto messa ogni giorno durante il suo anno di papato, non ci sono prove che i suoi due predecessori (Giulio II e Leone X) abbiano mai celebrato la messa.
Le riforme del Concilio di Costanza erano poco ambiziose e non furono mai davvero applicate. Anche il conciliarismo, movimento che asseriva la superiorità dell'autorità dei concili ecumenici su quella papale, fu sconfitto; la supremazia papale fu mantenuta e rafforzata a scapito del prestigio morale del papato. Anche il ruolo del collegio cardinalizio nelle decisioni di natura politica e teologica declinò durante questo periodo. Secondo Duffy, "l'unico posto dove i cardinali erano l'autorità suprema era il conclave".
Gli apparenti abusi di questo periodo, come la vendita delle indulgenze, si sommarono a differenze teologiche e richieste di riforma preesistenti, dando il via a movimenti che culminarono nella riforma protestante. Leone X e Adriano VI "non riuscirono assolutamente a cogliere la serietà" del sostegno di cui Martin Lutero godeva in Germania, e la loro risposta all'ascesa del protestantesimo fu inefficace.